# Битва при Паллениде
Битва при Паллениде (Паллене) около 546 до н. э. — сражение между Писистратом и афинским городским ополчением.

## Второе изгнание Писистрата
Вскоре после установления своей второй тирании Писистрат был изгнан из Афин из-за конфликта с Алкмеонидами. Предположительно, это произошло в 556/555 до н. э.
Обосновавшись в Эретрии, он с сыновьями «стали собирать добровольные даяния от городов, которые были им чем-либо обязаны». Многие города предоставили значительные суммы, но всех превзошли фиванцы. Причины такой щедрости Геродот не называет, и чем города были обязаны бывшему тирану, неясно. 
По сообщению Аристотеля, Писистрат занимался укреплением своего финансового положения, для чего основал поселение Рекел (Энея) на берегу Фермейского залива, на границе с Македонией. В этом ему, как полагают, оказали поддержку эретрийцы, имевшие в тех местах колонии. Затем он обосновался в районе горы Пангей, занявшись разработкой золотых и серебряных рудников. По сообщению Геродота, он также получал деньги из области на реке Стримон.
Это позволило Писистрату навербовать крупный отряд наёмников. Тем не менее, только через десять лет он вернулся в Аттику и предпринял попытку вновь установить тиранию. Существует любопытное предположение, призванное объяснить столь долгое изгнание, согласно ему, противники Писистрата применили к нему процедуру, сходную с позднейшим остракизмом, и изгнали его ровно на десять лет. По истечении этого срока он мог вернуться в Афины на законном основании. 
К нему присоединился влиятельный наксосский аристократ Лигдамид, располагавший людьми и деньгами, а сын Писистрата от побочной жены Тимонассы, дочери Горгила из Аргоса, Гегесистрат привел на помощь отцу тысячу аргосских наёмников. 

## Высадка в Аттике
Прибыв в Аттику, Писистрат занял Марафон, куда к нему начали стекаться сторонники со всей страны, «которым тирания была больше по душе, чем теперешняя свобода». Полагают, что Марафон относился к Диакрии, области, на поддержку которой Писистрат опирался и ранее, и жители которой примкнули к нему и на этот раз. 
По словам Геродота, афиняне ничего не предпринимали, даже узнав о высадке бывшего тирана, и только когда он выступил из Марафона к Афинам, городское ополчение двинулось ему навстречу. Войска сошлись у святилища Афины Паллениды, где перед Писистратом предстал прорицатель Амфилит из Акарнании, изрекший «в шестистопном размере» следующее пророчество:

Брошен уж невод широкий, и сети раскинуты в море, 

Кинутся в сети тунцы среди блеска лунного ночи.
— Геродот. I, 62.

## Сражение
Писистрат объявил, что принимает пророчество, и двинул своё войско на врагов. Афинское ополчение в это время завтракало, а затем одни сели играть в кости, другие легли спать, и атака противника застала их врасплох. Геродот пишет, что Писистрат без труда обратил афинян в бегство, Полиен уточняет, что его войска перебили афинский авангард у храма Афины Паллены, а затем атаковали основные силы.

Он отдал приказ увенчаться масличной ветвью и не убивать встречных, а говорить, что они заключили договор с первыми. Те же, поверив, на самом деле заключили договор и вверили Писистрату город.— Полиен. I, 21, 1.
По словам Геродота,

Когда противники побежали, Писистрат придумал хитрый способ, чтобы воспрепятствовать бегущим вновь собраться и чтобы заставить войско рассеяться. Он велел своим сыновьям скакать на конях вперед. Настигая бегущих, сыновья Писистрата предлагали от имени отца ничего не бояться и разойтись всем по домам. Афиняне так и сделали.— Геродот. I, 63—64.
Из этих сообщений можно сделать вывод, что аристократическое правление не пользовалось в Афинах популярностью, противники тирании изначально не были настроены на решительную борьбу, первая же неудача их окончательно деморализовала, и Писистрату удалось одержать победу без особых усилий, хотя утверждению некоторых специалистов о том, что «ни с одной стороны жертв почти не было» противоречат слова Полиена об уничтожении афинского авангарда. Геродот также пишет, что часть противников Писистрата пала в борьбе. 

## Третья тирания
Аристотель и Полиен сообщают, что, овладев Афинами, Писистрат при помощи хитрой уловки разоружил население, но эти рассказы очень похожи на то, что пишет Фукидид о Гиппии, и большинство историков считает их недостоверными, так как Геродот, любивший такие истории, ни о чём подобном не упоминает.
По его словам, Писистрат упрочил своё положение, опираясь на наёмников и денежные средства, собранные в Афинах и местности на Стримоне, а сыновей своих противников взял в заложники и отправил на Наксос, который был завоеван и отдан под власть Лигдамида.

## Вопросы хронологии
Точная датировка сражения при Паллениде и установления третьей тирании Писистрата вызывает некоторые трудности, так как на основании рассказа Геродота предполагается, что эти события произошли вскоре после взятия Сард царем Киром, а датировки этого события колеблются в промежутке между 548 и 546 до н. э., и ближе к первой дате, чем ко второй.
Ещё одним неясным моментом, связанным с этим сражением, является время женитьбы Писистрата на Тимонассе, так как если верить Аристотелю, и Гегесистрат действительно привел на помощь отцу аргосский контингент, значит, этот сын должен был родиться не позднее начала 550-х годов до н. э., и брак с Тимонассой предшествовал женитьбе на дочери Мегакла. Поскольку многие историки считают Тимонассу третьей женой Писистрата, в брак с которой он вступил после 556/555 до н. э., а возможность двоеженства отвергают, перед ними встает неразрешимое хронологическое противоречие, так как Гегесистрат оказывается слишком юным для участия в войне.
Предлагались различные варианты решения этой проблемы, одни авторы считают, что Аристотель упомянул Гегесистрата просто для украшения рассказа, другие предлагают считать Тимонассу второй женой, которая умерла или получила развод до 557 до н. э., но из-за недостатка данных вопрос остается открытым.